# Hällänge
Hällänge är en by i Offerdals socken, Krokoms kommun, Jämtland. Byn är belägen mellan Kaxås och Ede vid Hällsjön med utsikt mot Hällberget. 
Hällänget var ursprungligen Kaxås bys odlingar. Omkring år 1830, i samband med det laga skiftet, blev Hällänge bebyggt. Runt år 1860 inrättade Offerdals landskommun en spannmålsbank i Hällänge som förestods av Erik Sundqvist.